# North Berks Football League
North Berks Football League är en engelsk fotbollsliga, grundad 1908. Den har fyra divisioner och toppdivisionen Division One ligger på nivå 12 i det engelska ligasystemet. Trots namnet kommer de flesta klubbarna från södra Oxfordshire; dock låg många av klubbarna en gång i tiden i Berkshire innan grevskapsgränserna ritades om.
Vinnaren av Division One är kvalificerad för uppflyttning till Oxfordshire Senior League eller Thames Valley Premier Football League om de uppfyller vissa krav.

## Mästare
| Säsong  | Division One         |
| ------- | -------------------- |
| 2013/14 | Kintbury Rangers FC  |
| 2012/13 | Saxton Rovers        |
| 2011/12 | Crowmarsh Gifford    |
| 2010/11 | Lambourn Sports      |
| 2009/10 | Saxton Rovers        |
| 2008/09 | Saxton Rovers        |
| 2007/08 | Lambourn Sports      |
| 2006/07 | Ardington & Lockinge |
| 2005/06 | Lambourn Sports      |
| 2004/05 | Drayton              |
| 2003/04 | Kintbury Rangers     |
| 2002/03 | Kintbury Rangers     |
| 2001/02 | Kintbury Rangers     |
| 2000/01 | Shrivenham           |
| 1999/00 | Saxton Rovers        |
| 1998/99 | Saxton Rovers        |
| 1997/98 | Shrivenham           |
| 1996/97 | Drayton              |
| 1995/96 | Saxton Rovers        |
| 1994/95 | Harwell Village      |
| 1993/94 | Saxton Rovers        |
| 1992/93 | Harwell Village      |
| 1991/92 | Saxton Rovers        |
| 1990/91 | Saxton Rovers        |
| 1989/90 | Letcombe             |
| 1988/89 | Milton United        |
| 1987/88 | Milton United        |
| 1986/87 | Saxton Rovers        |
| 1985/86 | Milton United        |
| 1984/85 | Saxton Rovers        |